# Hilde Breda
Hilde Breda (Zwevegem, 21 januari 1961) is een Vlaamse actrice op televisie en in het theater. Zij is ook tekstschrijver en regisseur in het theater.
Daarnaast is ze actief als stemcoach. 
Breda is afkomstig van Deerlijk.

## Televisie
- Witse - Kristin/Chirurg Slijpmans (2004 en 2010)
- Los zand - Eindredactrice magazine (2009)
- Flikken - Marleen Goeman/Yvonne Sas (2001 en 2008)
- Spoed - Lucie Goris/Dokter Demulle (2002 en 2008)
- F.C. De Kampioenen - Deurwaarder (2001) en schepen Delaide (2007)
- Uit het leven gegrepen: Kaat & Co - Suzanne Lievens (2005-2007)
- Grappa – Lerares (2006)
- De Wet volgens Milo - Procureur (2005)
- Verschoten & Zoon - Linda Mercelis (2004-2005)
- Zone Stad - Moord in het park (2005)
- Rupel - Viviaenne (2004)
- Aspe - Ilse Van Quathem (2004)
- Sedes & Belli - Mona (2002)
- Wittekerke - Anita Stevens (2001-2002)
- De Vermeire Explosion - Francine (2001)
- Recht op Recht - Simone Jonkers (2000)
- Brussel Nieuwsstraat (2000)
- Heterdaad - Adrienne Cauwenberghs (1997)
- Ons geluk - Alfonsine (1995)
- Niet voor Publikatie - Dokteres (1995)
- Het Park - Laura (1993-1995)
- Deman - Hoofdverpleegster Maria Tanghe (1998)
- Interflix - Cassandra Froidcoeur (1994)

## Film
- Anna - Moeder (2007)
- Tribu (short film) (2001)

## Theater
Als freelance-actrice o.m. bij Het Gevolg, NTG, Arca, D&A Kollektief, Raamtheater, Theater Antigone, enz.